# ملك الكوميديا
ملك الكوميديا (بالإنجليزية: The King of Comedy)‏ فيلم كوميديا سوداء أمريكي انتج في عام 1983 من إخراج مارتن سكورسيزي وبطولة روبرت دي نيرو، فاز الفيلم بجائزة البافتا لأفضل سيناريو.

## القصة
الكوميديان الطموح روبرت بوبكين روبرت دي نيرو يطمح للوصول إلى عالم الأضواء والشهرة، فيبدأ بملاحقة مثله الأعلى مقدم البرامج الليلية الشهير جيري لانغفورد جيري لويس الذي يتوق إلى الخصوصية والانعزال عن المعجبين.

## وصلات خارجية
- ملك الكوميديا على موقع IMDb (الإنجليزية)
- ملك الكوميديا على موقع ميتاكريتيك (الإنجليزية)
- ملك الكوميديا على موقع الموسوعة البريطانية (الإنجليزية)
- ملك الكوميديا على موقع روتن توميتوز (الإنجليزية)
- ملك الكوميديا على موقع نتفليكس (الإنجليزية)
- ملك الكوميديا على موقع قاعدة بيانات الأفلام العربية
- ملك الكوميديا على موقع ألو سيني (الفرنسية)
- ملك الكوميديا على موقع Turner Classic Movies (الإنجليزية)
- ملك الكوميديا على موقع أول موفي (الإنجليزية)
- ملك الكوميديا على موقع بوكس أوفيس موجو (الإنجليزية)

1. 1 2 3 4 5 6 7  مذكور في: ملك الكوميديا. تاريخ النشر: 18 ديسمبر 1982.
2. ↑  "معلومات عن ملك الكوميديا على موقع sratim.co.il". sratim.co.il. مؤرشف من الأصل في 2019-12-14.
3. ↑  "معلومات عن ملك الكوميديا على موقع rottentomatoes.com". rottentomatoes.com. مؤرشف من الأصل في 2017-02-06.
4. ↑  "معلومات عن ملك الكوميديا على موقع dfi.dk". dfi.dk. مؤرشف من الأصل في 2019-12-14.